# Breadstone
Breadstone é uma vila localizada no distrito de Stroud, no condado de Gloucestershire, na Inglaterra.